# 白沙屯 (苗栗縣)
24°34′15″N 120°42′37″E / 24.570845°N 120.710285°E
白沙屯，臺灣話口語上稱為白沙墩，是一個位於臺灣苗栗縣通霄鎮的傳統地名。

## 名稱
因其北側過港溪砂石豐富，且當地冬季強勁東北季風將砂石吹至河口南岸堆積沙丘，砂石顏色呈淡黃，閩南人乃稱「白沙墩」。而鄰近之客家人則稱之「白沙堆」。
1920年，日本當局整理地名寫法，原有「墩」一律改為「屯」，故「白沙墩」改換「白沙屯」，不過閩南語口語仍襲舊稱；該地居民於每年春季徒步前往北港進香聞名。

## 歷史
白沙墩的建立，最早出現的史料記載可溯自同治十年（1871年）陳培桂所著《淡水廳志》，白沙屯是通霄鎮內開發較早的地區，大致在清康熙中業便已開發，二戰後通霄庄的白沙屯大致劃分出白東里、白西里等二里。

## 範圍
白沙屯範圍大抵為今通霄鎮白東、白西二里，以及內島里北部地區。

## 產業
- 當地農產有落花生、芹菜、西瓜、甘薯[5]
- 漁業有石滬及牽罟兩種方法，其中石滬是苑裡八景排名第一景的「沙墩觀魚」[6]
- 玉石加工業較晚興起，在發現玉石資源後，白沙屯的玉石加工業也成了當地的產業之一。

## 人文聚落
白沙屯的族群以閩南人占多數。早期白沙屯聚落集中在台1線左側，尤以鐵路西側拱天宮週邊最集中，之後發展至鐵路東側，白沙屯車站週邊。台1線東側的佳佳福社區、福泰社區是較新的社區建案。現今漁港附近仍有傳統漁村民宅，店仔街上則有古厝及古街樣貌，白沙屯車站附近因較晚開發，道路方正。

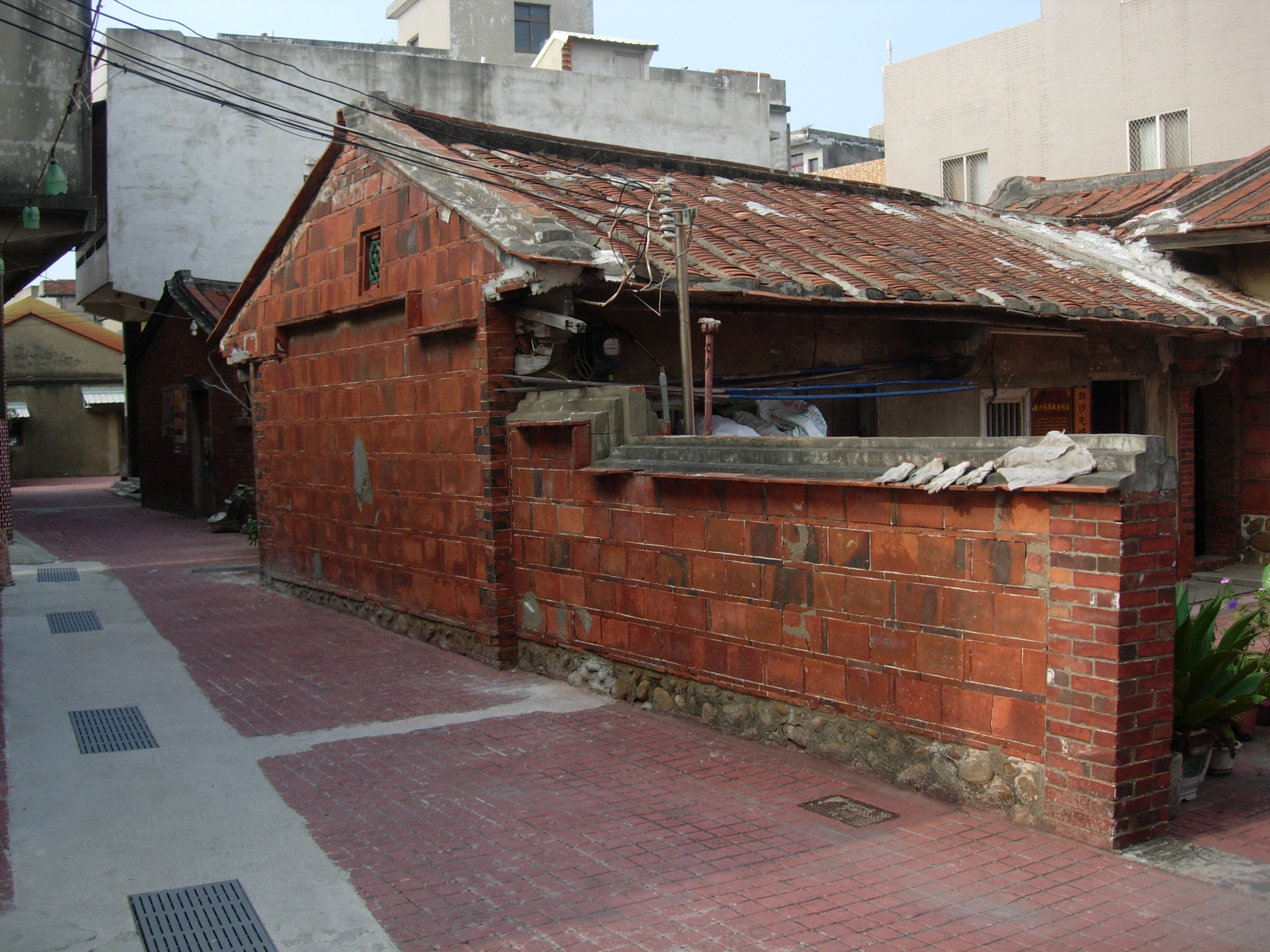
店仔街古厝
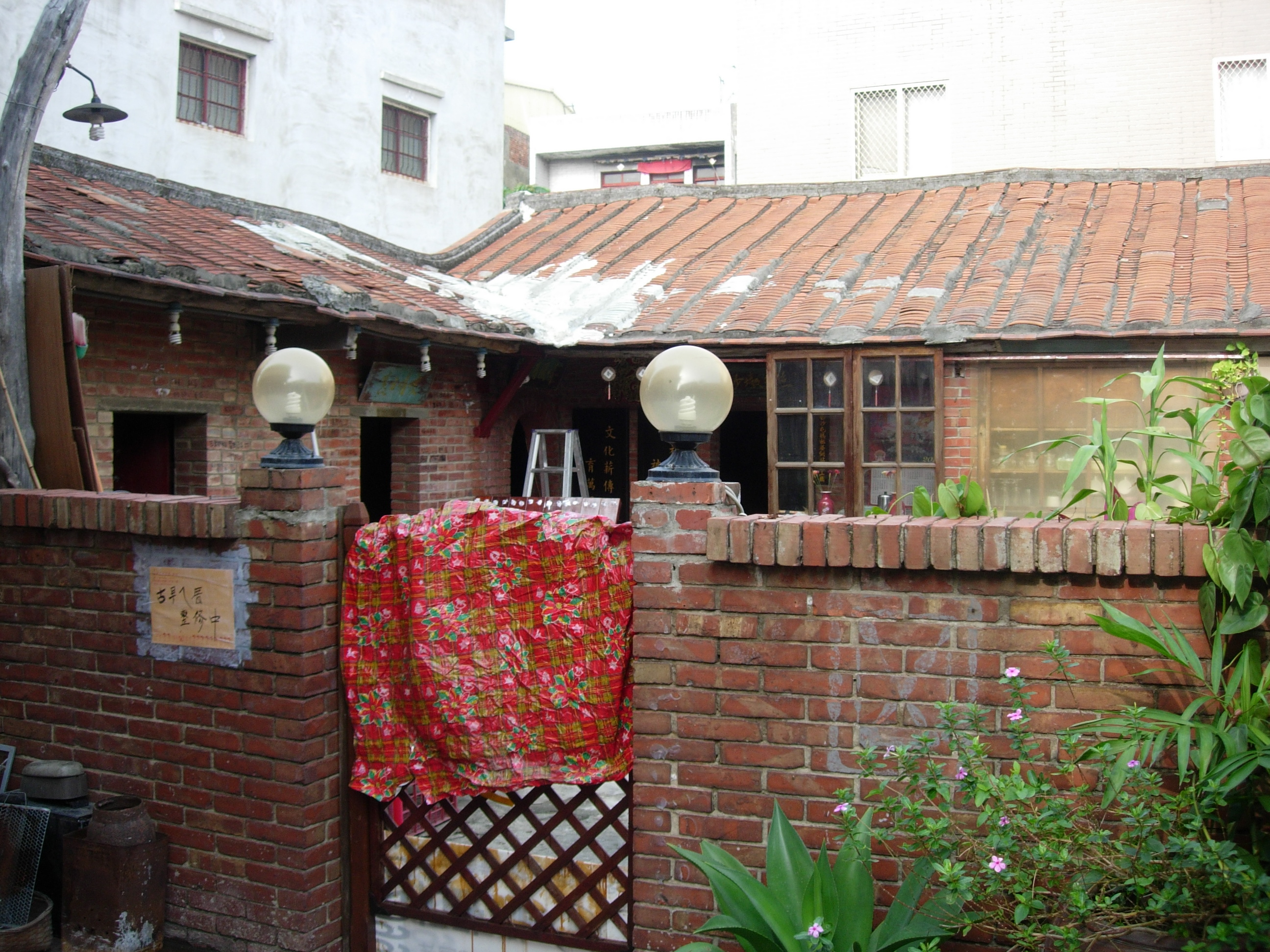
店仔街古厝
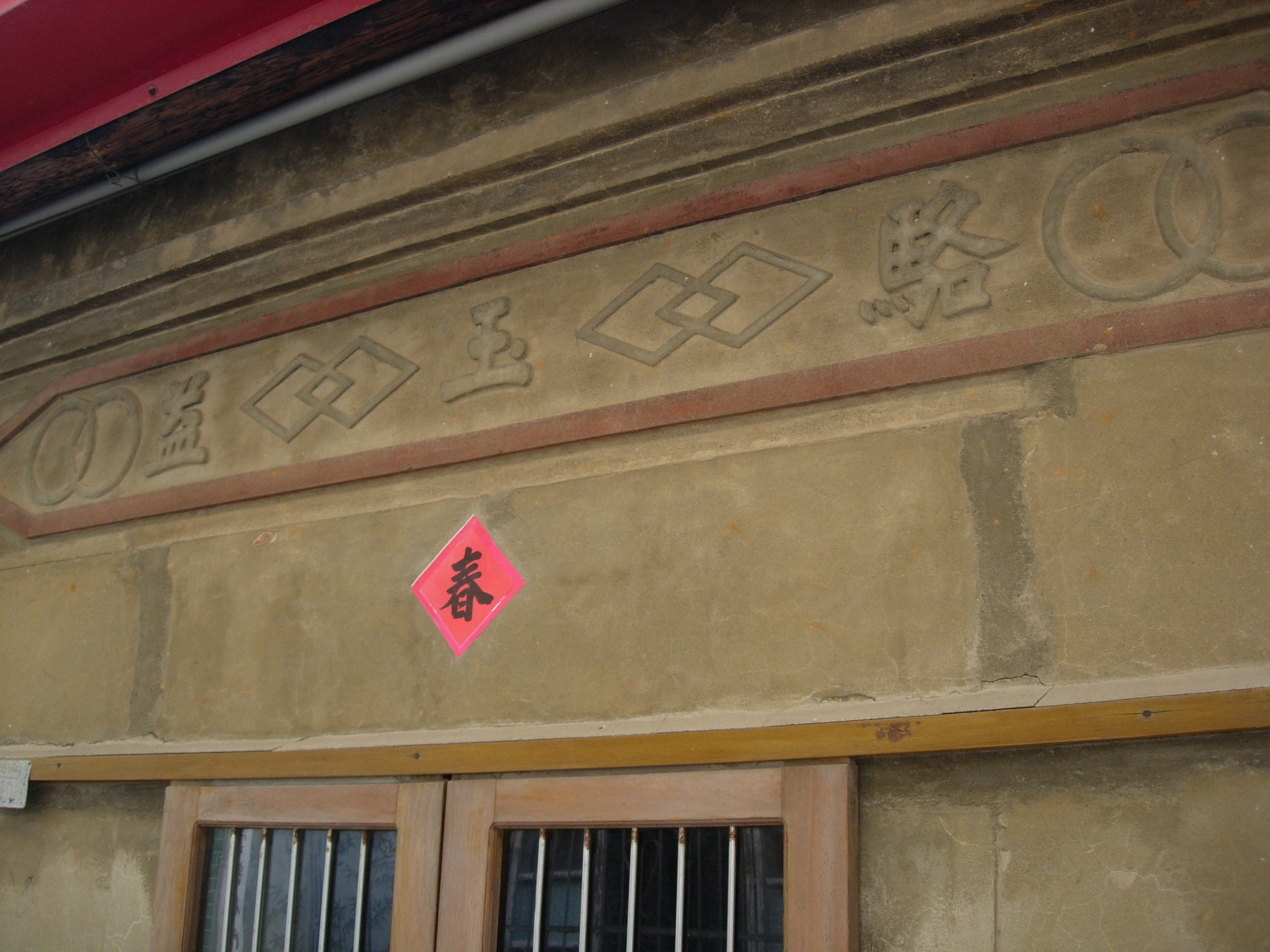
店仔街古厝
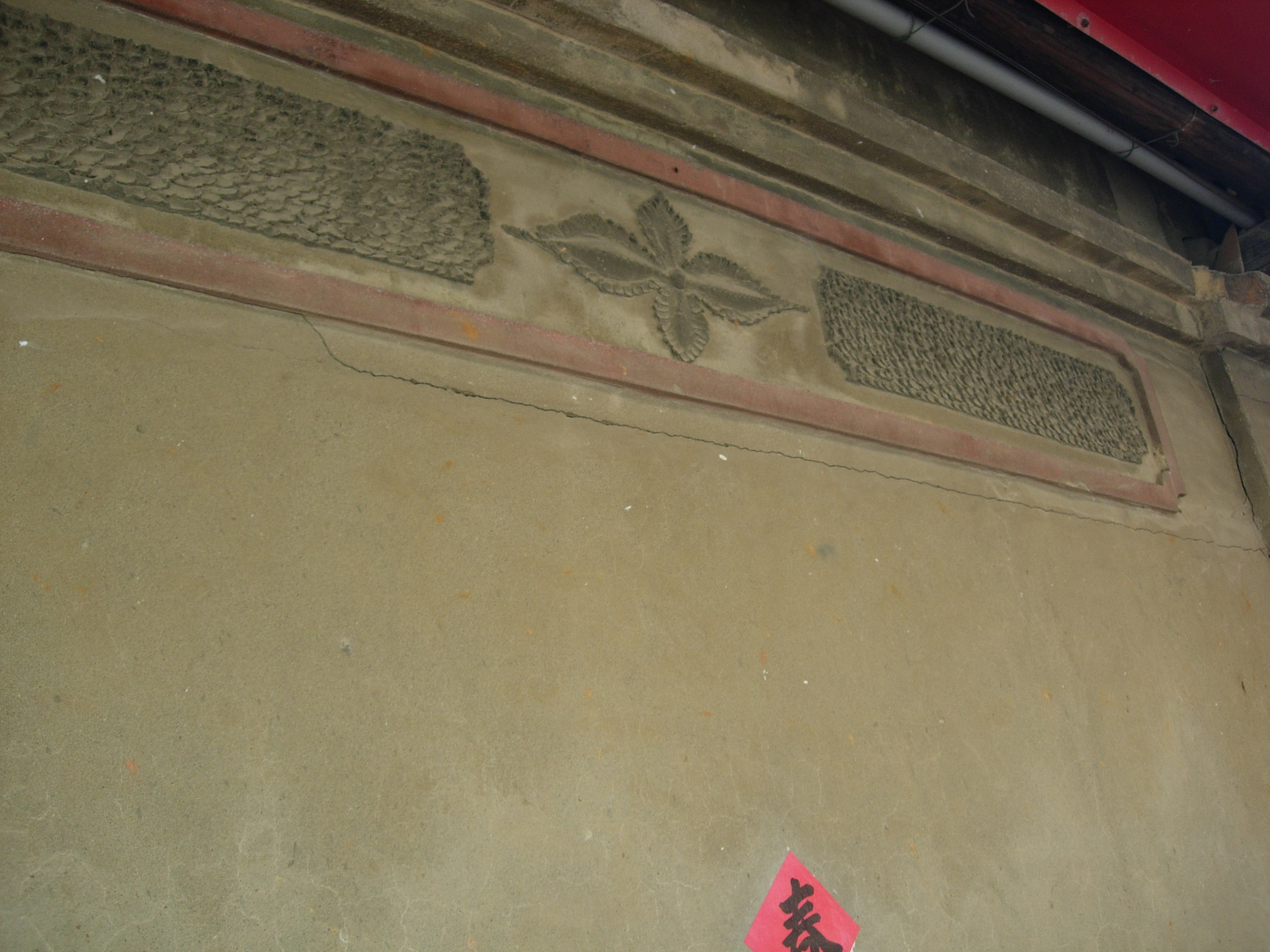
店仔街古厝
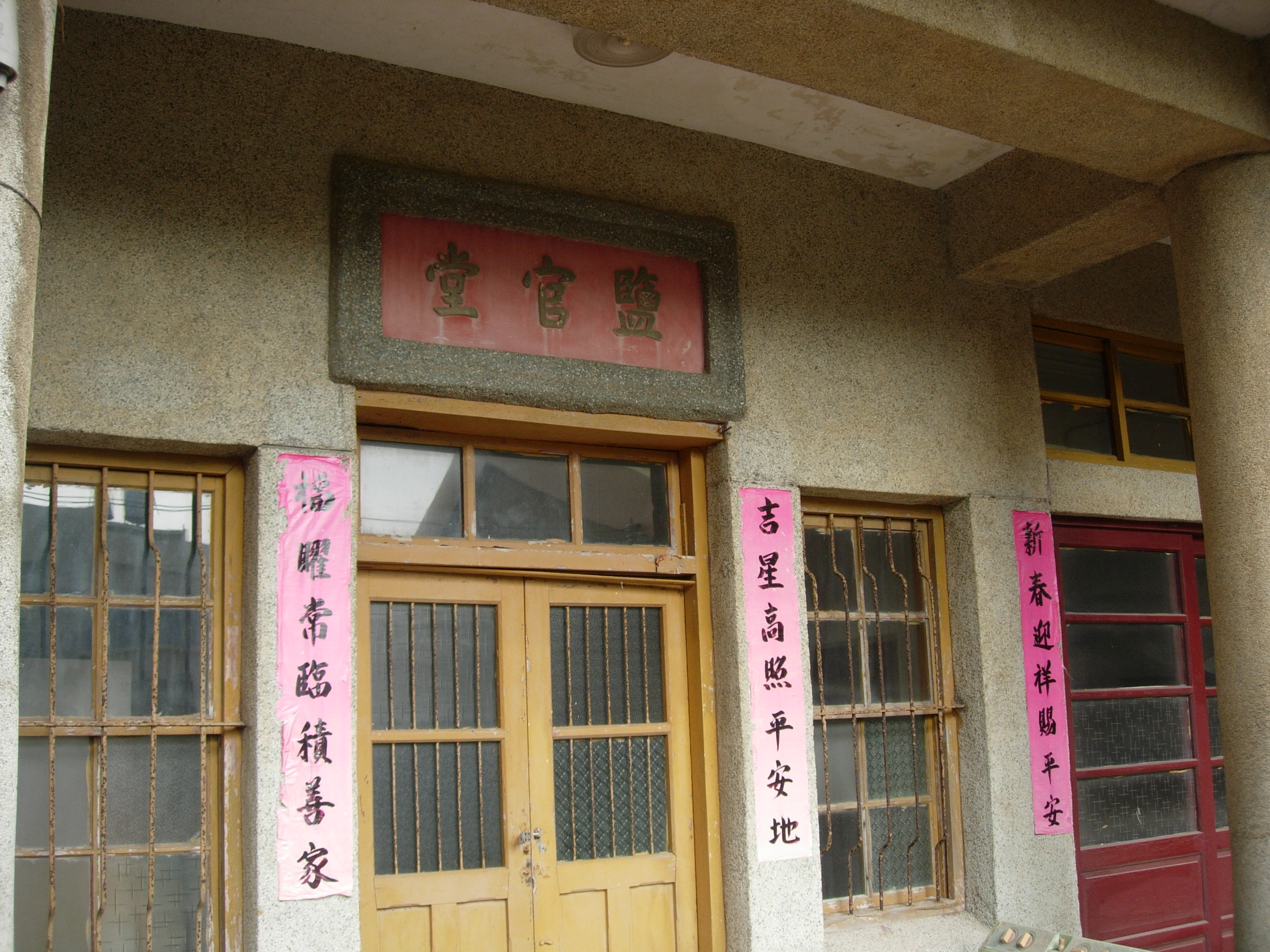
店仔街古厝
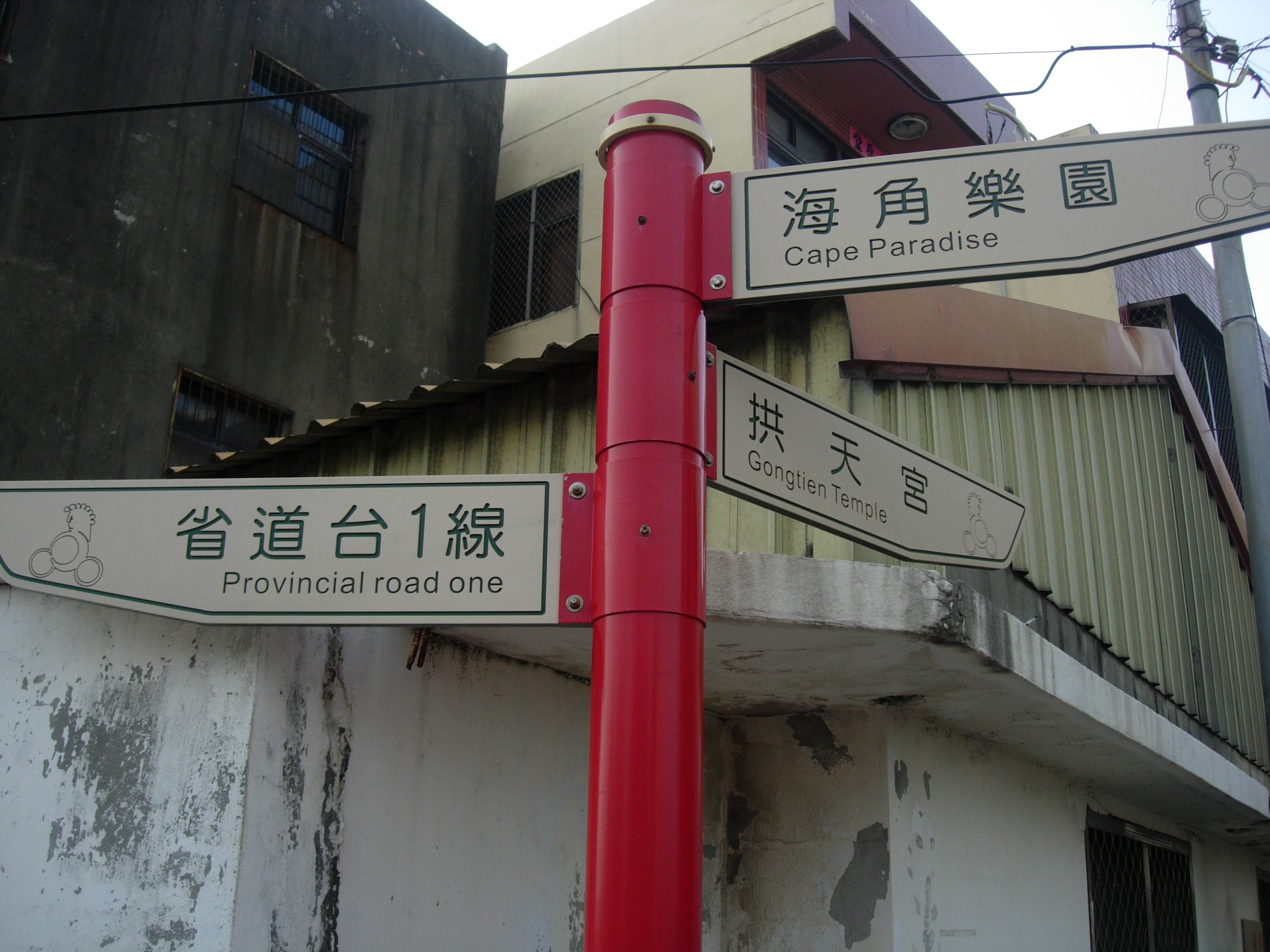
白沙屯特色路牌
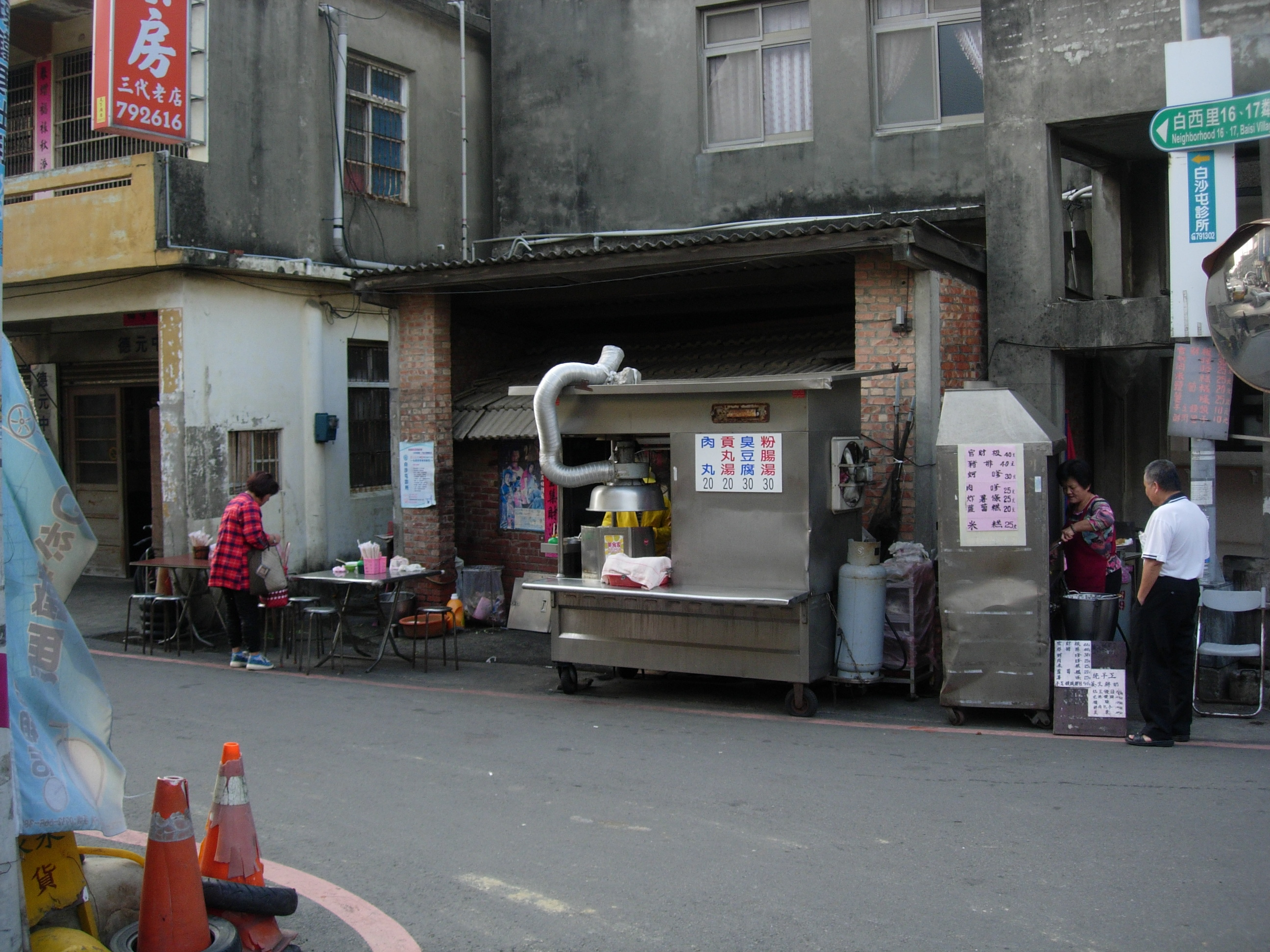
臭豆腐攤是下午時刻社交中心
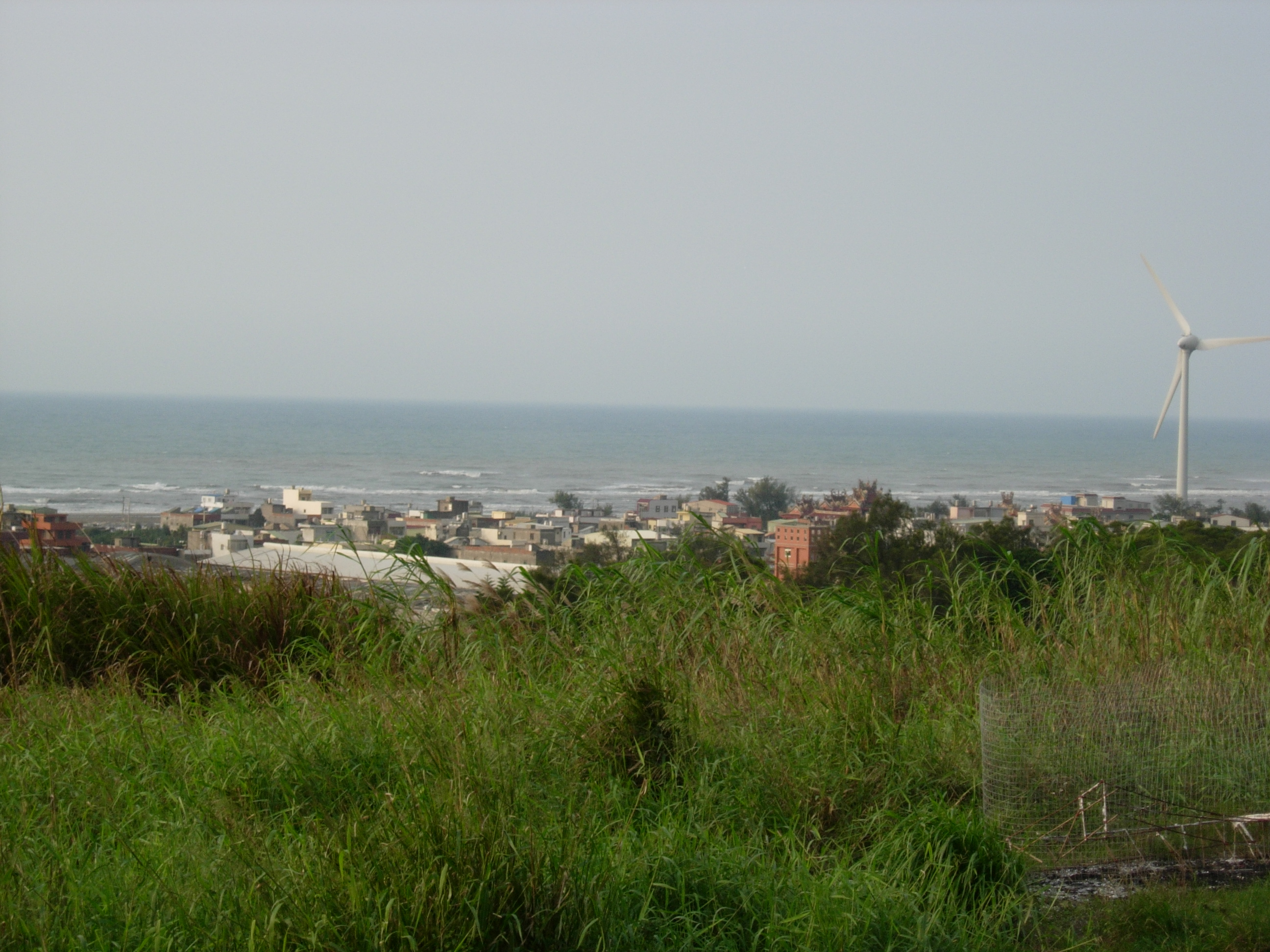
遠眺白沙屯
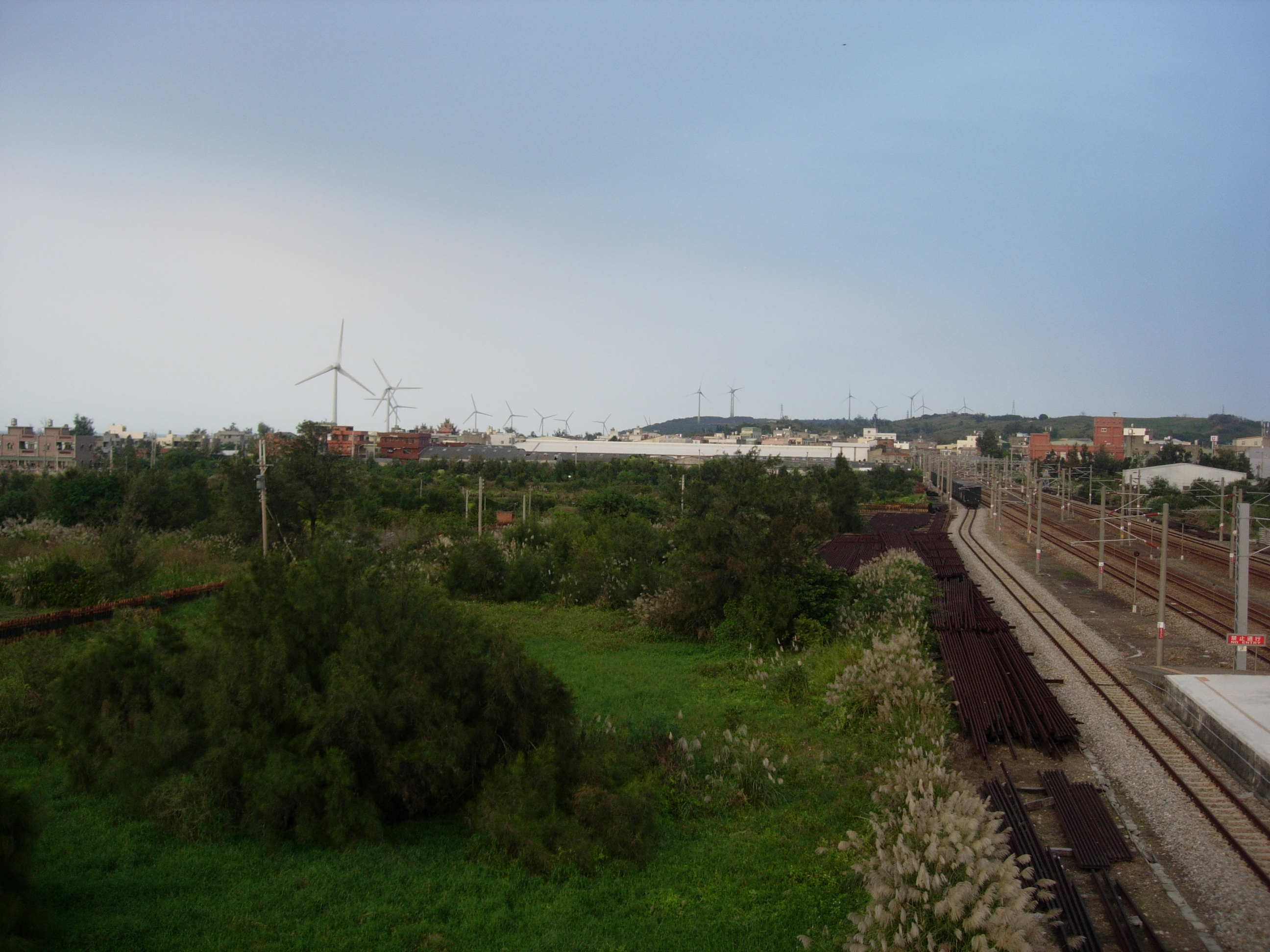
白沙屯車站天橋所見全景
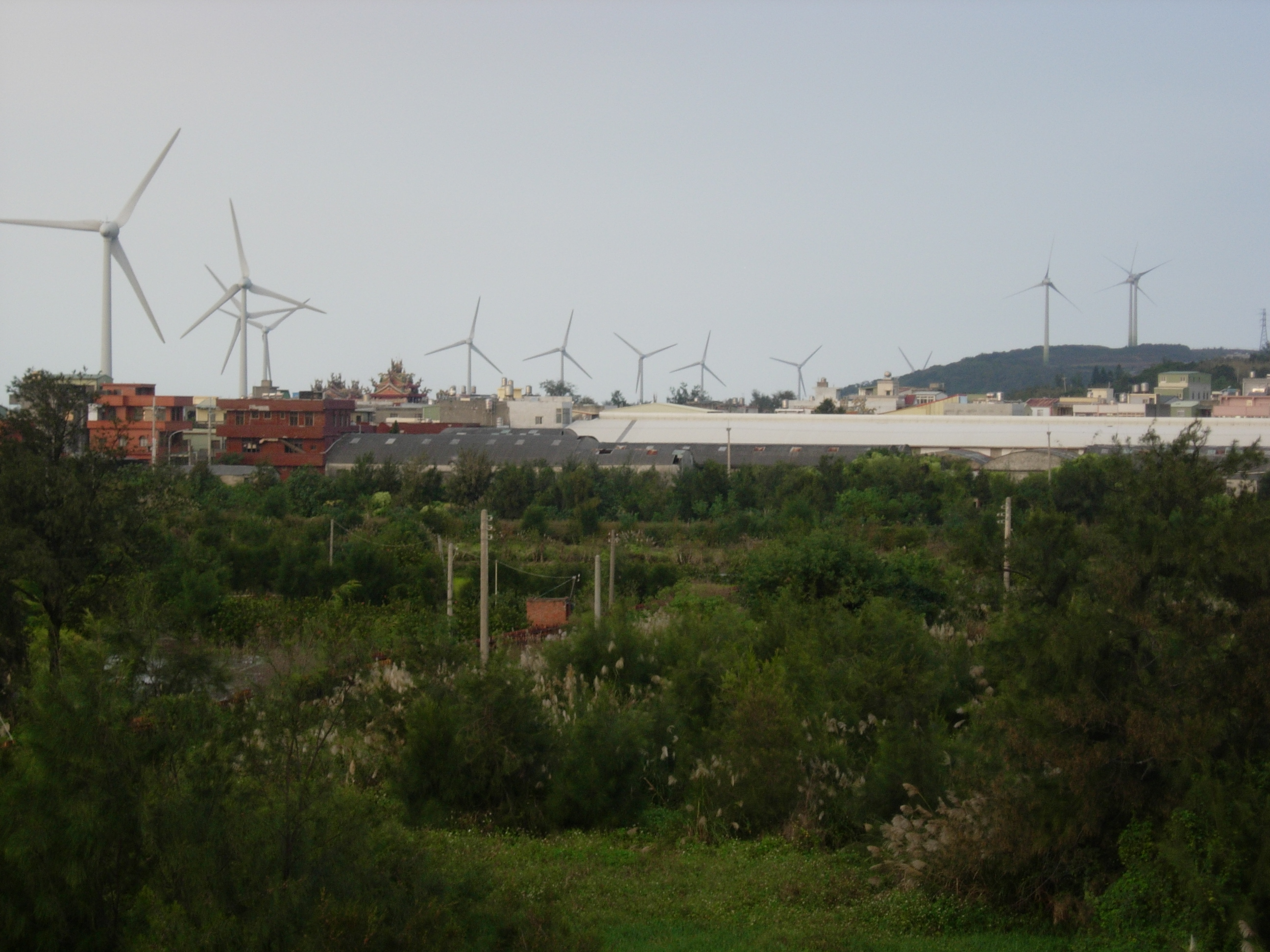
風力發電機是白沙屯的特色

## 宗教
以供奉媽祖的白沙屯拱天宮最為知名，每年都會至雲林縣北港鎮朝天宮進香。在白沙屯地區還有五雲宮、天德宮、五龍宮、東龍宮等廟宇，足見當地道教信仰興盛。拱天宮的祭祀圈包括了通霄鎮白東里、白西里、內島里、後龍鎮南港里。

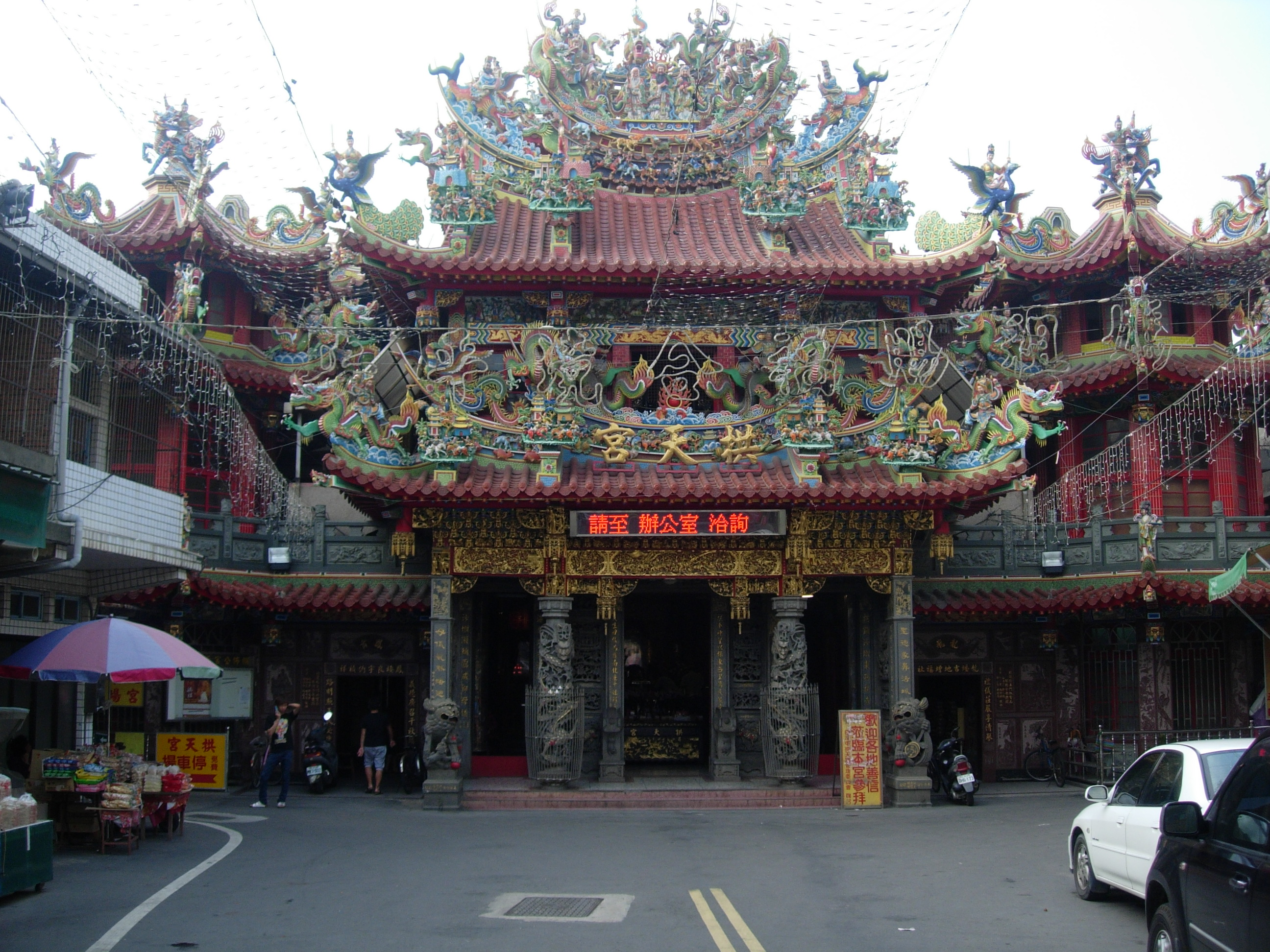
白沙屯拱天宮
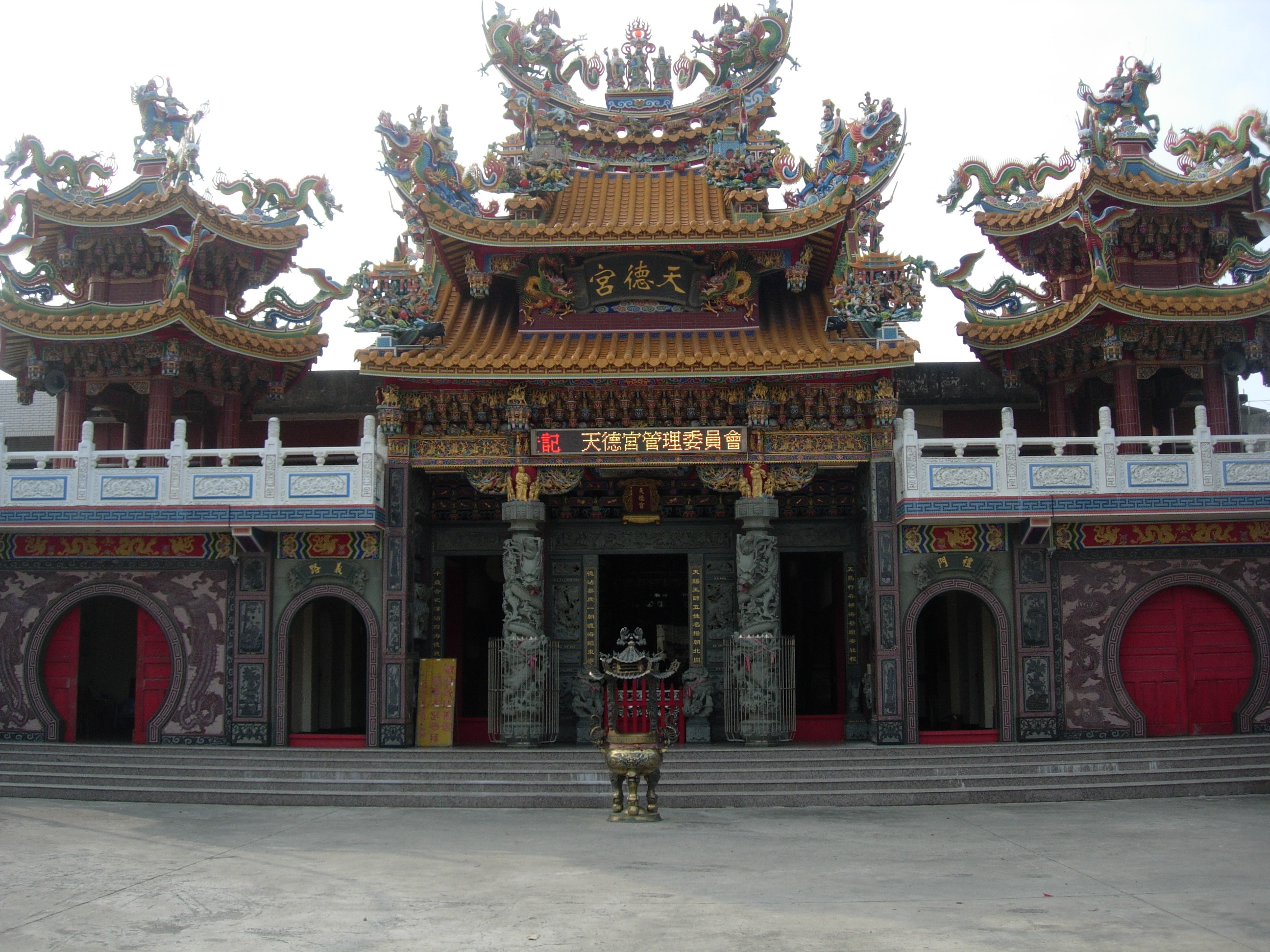
白沙屯天德宮
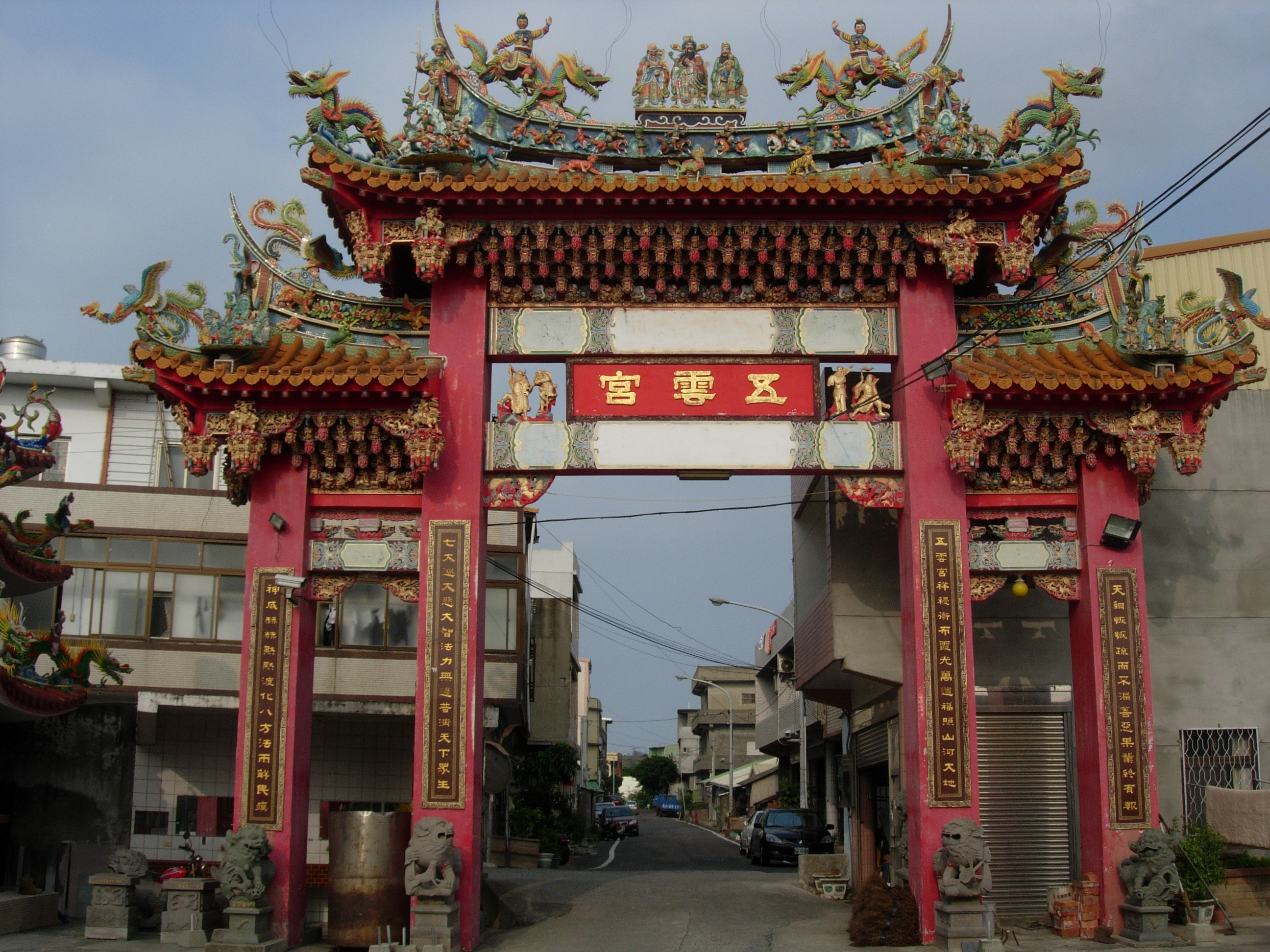
白沙屯五雲宮門牌
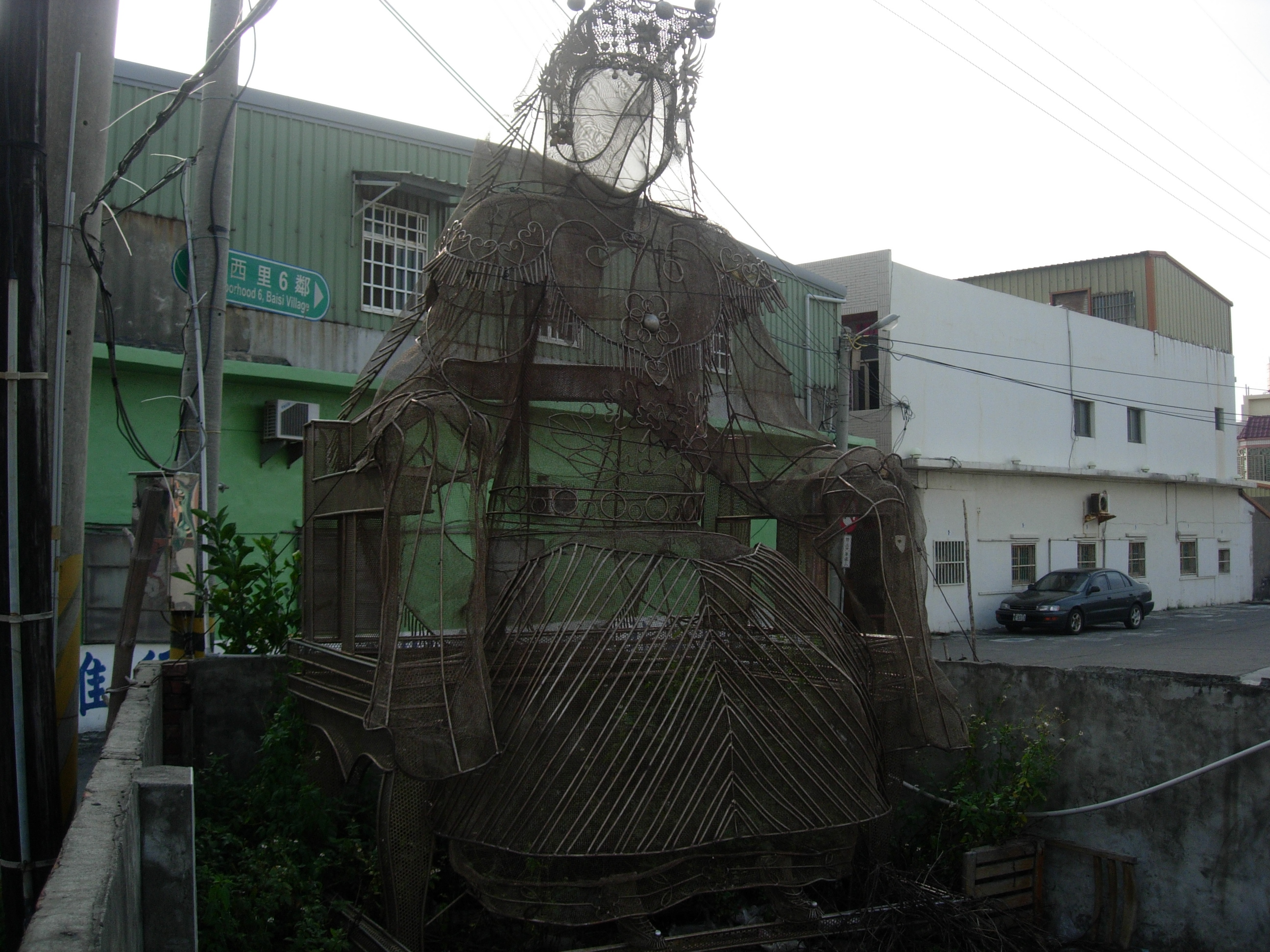
白沙屯媽祖藝術
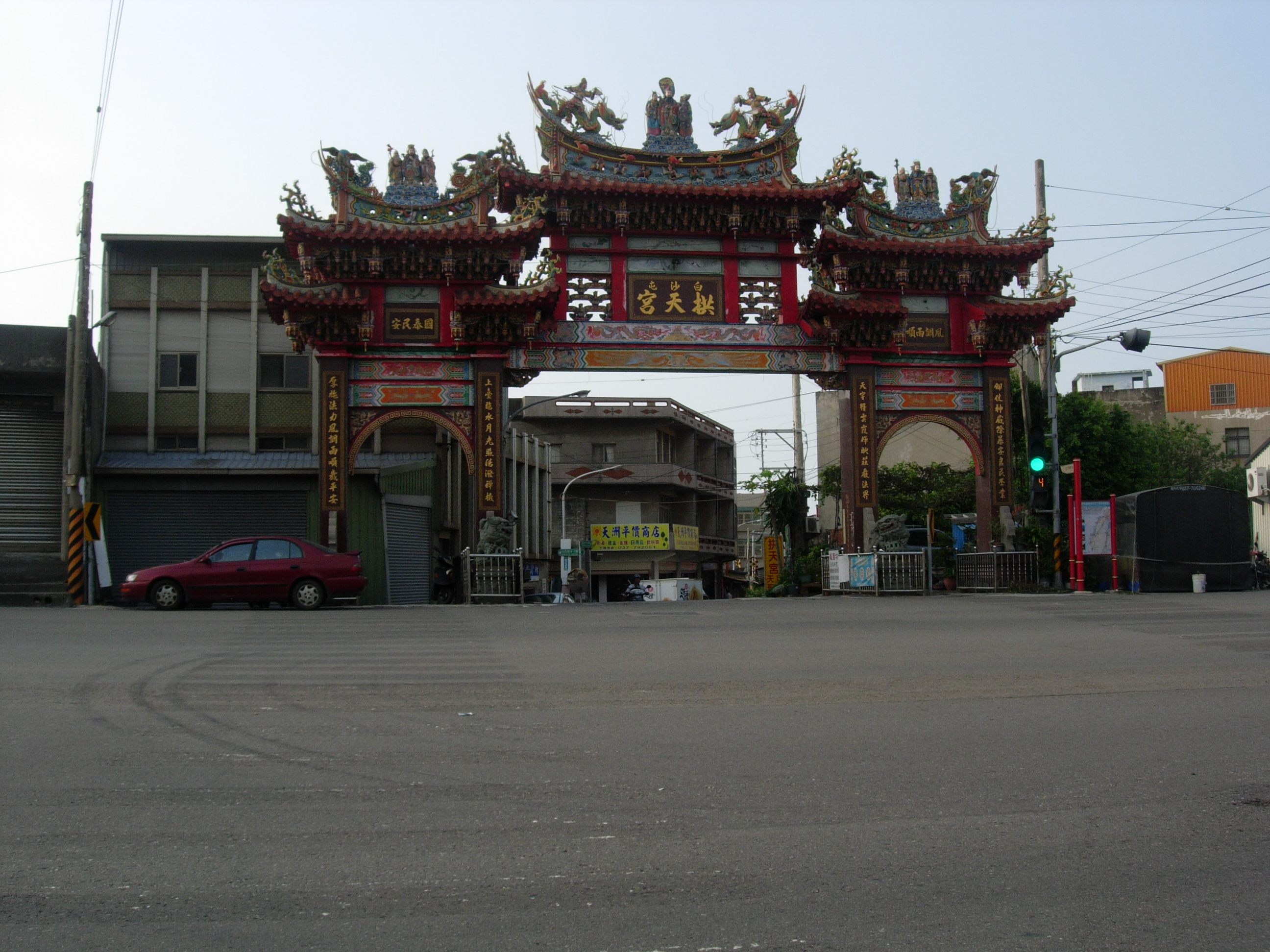
拱天宮門牌是白沙屯的入口地標

## 教育
- 苗栗縣通霄鎮啟明國民小學 （页面存档备份，存于）
- 苗栗縣立啟新國民中學 （页面存档备份，存于）

## 機構
- 白沙屯漁港安檢所
- 通霄鎮農會白沙屯辦事處
- 白東白西社區活動中心
- 白沙屯郵局

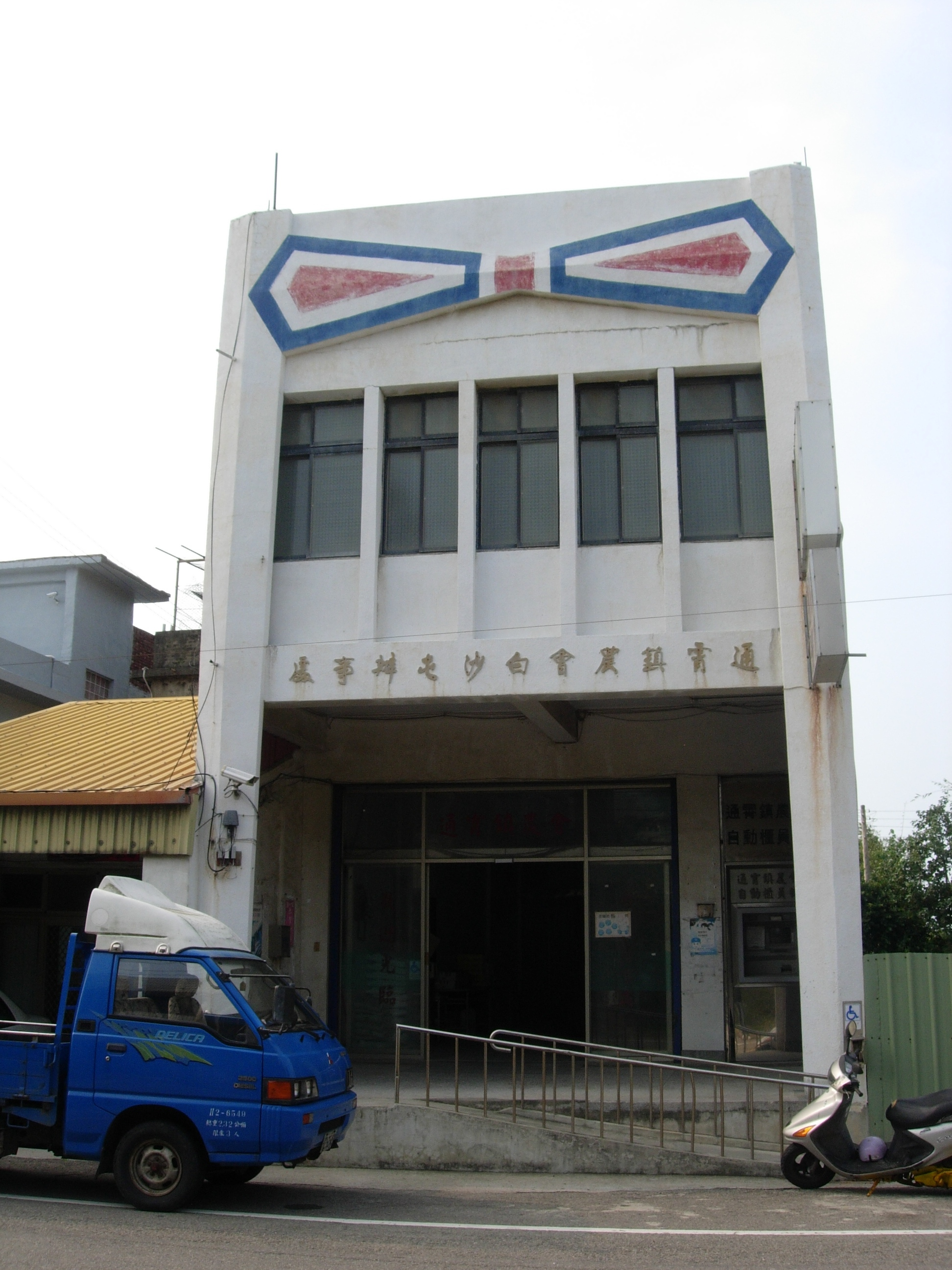
白沙屯農會
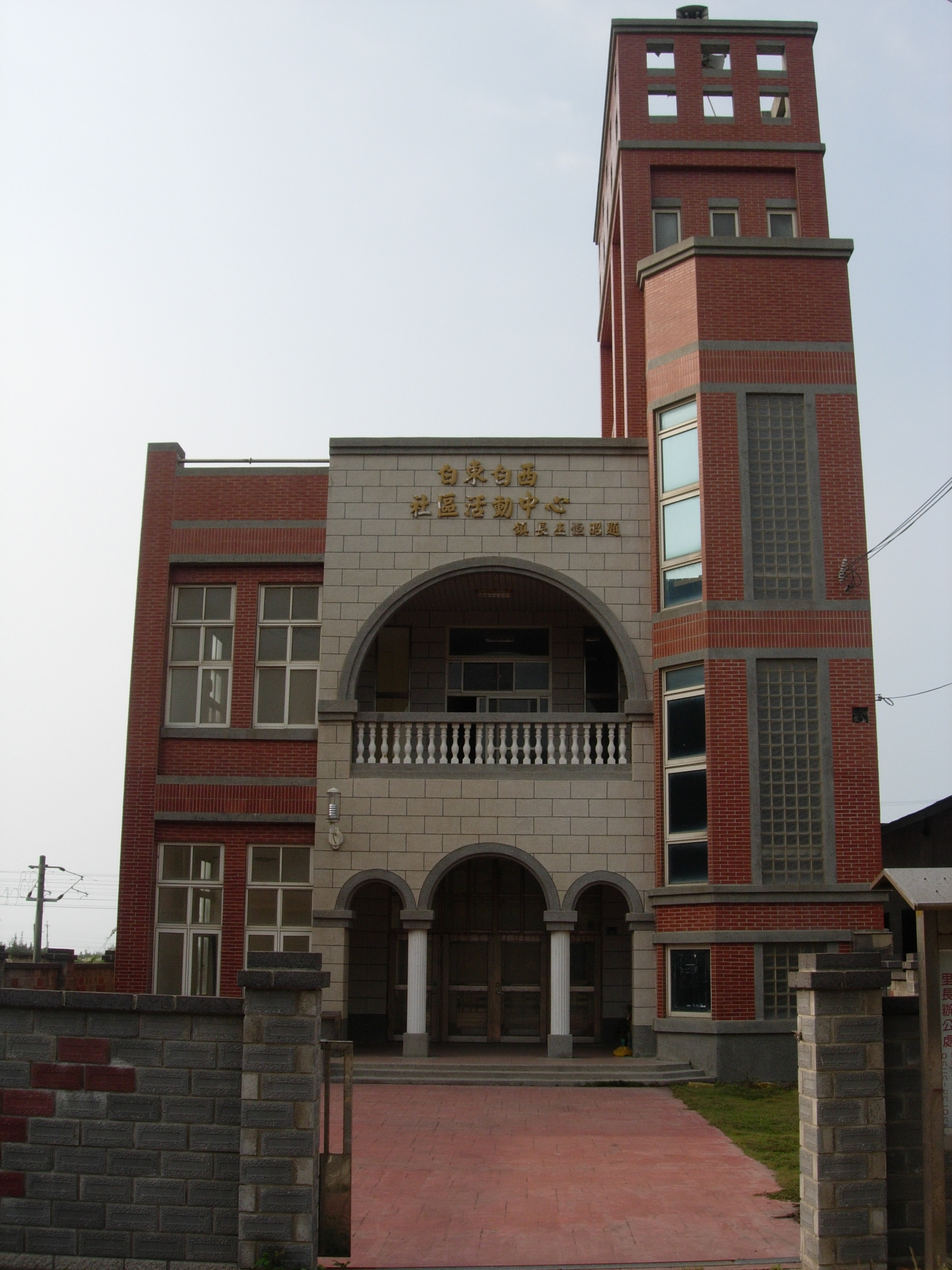
白東白西社區活動中心
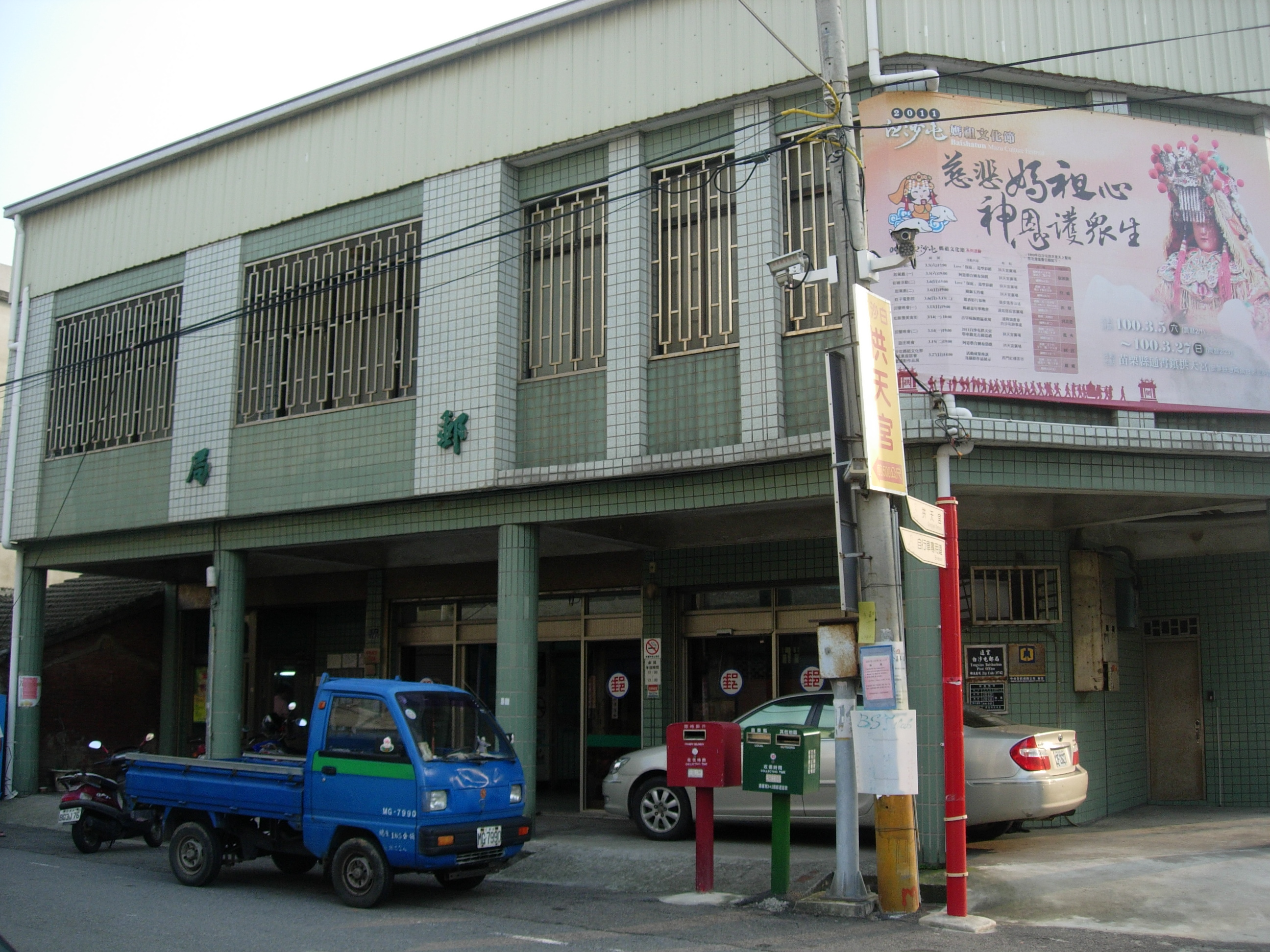
白沙屯郵局

## 交通

### 客運
- 苗栗客運：5807新竹－大甲
- 新竹客運：5668苗栗─通霄
- 巨業交通：6351沙鹿－頭份－台北 (已停駛)

### 鐵路
- 臺灣鐵路管理局海岸線
  - 白沙屯車站

### 主要道路
- 台1線
- 台61線

## 外部連結
- 白沙屯拱天宮官方網站 （页面存档备份，存于）
- 社團法人中華民國白沙屯媽祖文化發展總會 （页面存档备份，存于）